# Robert Besnard
Pour les articles homonymes, voir Besnard.

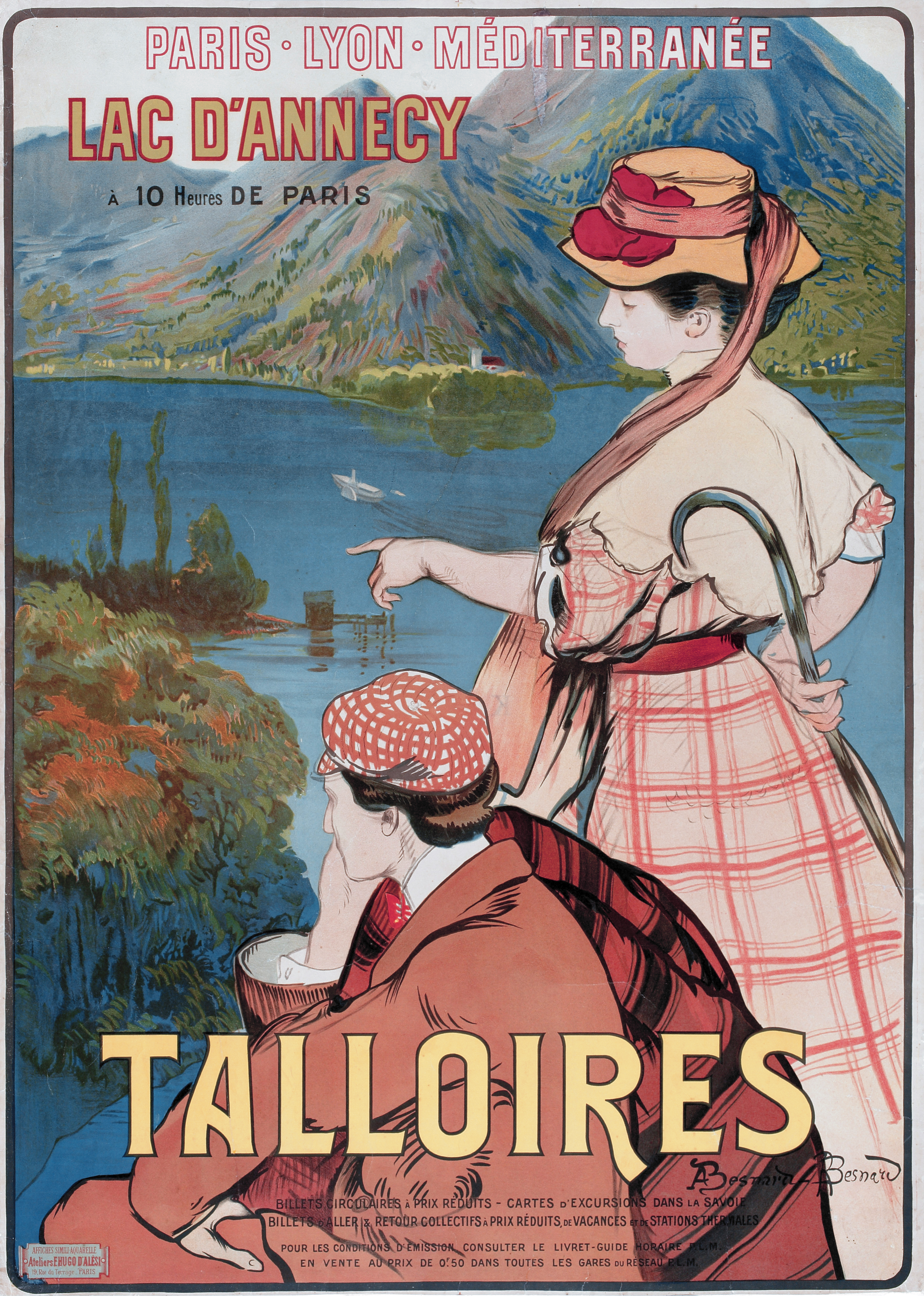
Talloires, par Albert et Robert Besnard (1910)

Robert Besnard, né le 1er juin 1881 à Londres (Royaume-Uni), et mort le 28 septembre 1914 à Chauny (Aisne, France), est un peintre et graveur français.

## Biographie
Fils aîné du peintre Albert Besnard, membre de l'Académie des
Beaux-Arts, et de Charlotte Dubray, statuaire, il est dès son enfance souvent pris comme sujet des œuvres de son père, notamment dans ses eaux-fortes : Le Bi à Villerville, Robert de profil, Robert et son âne. Il figure sur la gauche du fameux tableau de son père exposé au musée d'Orsay, Une famille, représentant la famille du peintre.
Il devient élève de son père, avec lequel il collabore, notamment pour une célèbre affiche illustrant Talloires et le lac d'Annecy. Il était associé à la Société nationale des beaux-arts, où il exposa aux Salons de 1901 à 1914, ainsi qu'au Salon d'automne de 1913.
Il épouse à Paris, le 25 mars 1903, Nelly-Litta de la Montagnie (1879-1949), une Américaine, d'une lointaine origine française (dont la famille avait participé avec Pieter Stuyvesant à la fondation de La Nouvelle-Amsterdam) et qui fit une carrière d'artiste-peintre sous le nom de Lita Besnard (on lui doit, entre autres, un portrait de Lucie Delarue-Mardrus conservé à Paris au ministère de la Marine). Le couple a trois enfants : Françoise, née en 1903, qui épouse le journaliste Jean Luchaire ; Nelly, née en 1905 ; Édith, née en 1908, qui épouse l'éditeur Henri Filipacchi.
Il collabore avec son père Albert Besnard pour la réalisation d'une frise, commande de l'État pour la salle de la section française des beaux-arts de Saint-Louis (Missouri) aux États-Unis.
Engagé au 35e régiment d'infanterie, il est tué à l'ennemi lors de la bataille d'Autrêches au lieu-dit Chevillecourt (dans l'Oise) du 20 au 28 septembre 1914, mort pour la France, mais sa famille, le croyant d'abord prisonnier, n'apprend sa mort qu'en 1915. Il est mentionné sur une plaque commémorative des « Morts pour la France » à l'église Saint-Louis-des-Français de Rome. Sa mort prématurée met un terme à une production limitée et peu connue.

## Œuvres dans les collections publiques
- Tours, musée des beaux-arts : Escrimeur, 1902, huile sur toile[7]
- Gray (Haute-Saône), musée Baron-Martin, La dame en redingote, aquarelle